# Trujillo, Peru
Trujillo är en stad i nordvästra Peru. Den ligger vid den lägre Mochefloden, nära dess mynning till Stilla havet. Trujillo är huvudort i departementet La Libertad, och är med sina 800 000 invånare den tredje folkrikaste staden i Peru, efter Lima och Arequipa.

## Historia
Trujillo grundades 1534 av Diego de Almagro under namnet "Villa Trujillo", till ära av Francisco Pizarros födelseort Trujillo i Spanien. Den 23 november 1537 gav Karl V orten stadsrättigheter, och ett stadsvapen som ännu är stadens symbol.

## Geografi

### Läge
Staden befinner sig på en medelhöjd av 34 m ö.h. vid kusten i västra delen av provinsen Trujillo, i den gamla dalen Chimo, idag Valle de Moche eller Santa Catalina. Trujillos huvudtorg ligger 4,4 km från kusten, i rak linje med Avenida Larco.

### Hydrografi
Floden Moche rinner genom den södra delen av staden. Dess vatten har sedan gamla tider använts av mochicas och chimús som bodde i området, och som tog vara på flodens vatten för sitt jordbruk. Området kallas Campiña de Moche eller Valle de Moche och man använder där fortfarande flodens vatten för sina odlingar. Området är rikt på arkeologiska lämningar och är ett populärt turistmål. Floden rinner ut i Stilla Havet precis vid gränsen mellan distrikten Moche och Víctor Larco Herrera.

## Klimat
Trujillo har ett torrt klimat med en medeltemperatur på +21 °C. Sommartid kan temperaturen nå över +32 °C och vintertid ner till +14 °C. Den större delen av året stannar temperaturen ungefär kring +20–25 °C. Trujillo är känt som "La Ciudad de la Eterna Primavera" ("Den eviga vårens stad") på grund av att den har soligt och behagligt väder hela året. Den internationella vårfestivalen i början av oktober drar besökare dels från hela Peru, men också från alla delar av världen.
| Klimatfaktorer i staden Trujillo (Peru) | Klimatfaktorer i staden Trujillo (Peru) | Klimatfaktorer i staden Trujillo (Peru) | Klimatfaktorer i staden Trujillo (Peru) | Klimatfaktorer i staden Trujillo (Peru) | Klimatfaktorer i staden Trujillo (Peru) | Klimatfaktorer i staden Trujillo (Peru) | Klimatfaktorer i staden Trujillo (Peru) | Klimatfaktorer i staden Trujillo (Peru) | Klimatfaktorer i staden Trujillo (Peru) | Klimatfaktorer i staden Trujillo (Peru) | Klimatfaktorer i staden Trujillo (Peru) | Klimatfaktorer i staden Trujillo (Peru) | Klimatfaktorer i staden Trujillo (Peru) |
| Månad                                   | Jan                                     | Feb                                     | Mar                                     | Apr                                     | Maj                                     | Jun                                     | Jul                                     | Aug                                     | Sep                                     | Okt                                     | Nov                                     | Dec                                     | Årligen                                 |
| --------------------------------------- | --------------------------------------- | --------------------------------------- | --------------------------------------- | --------------------------------------- | --------------------------------------- | --------------------------------------- | --------------------------------------- | --------------------------------------- | --------------------------------------- | --------------------------------------- | --------------------------------------- | --------------------------------------- | --------------------------------------- |
| Högsta registrerad temperatur (°C)      | 31                                      | 32                                      | 32                                      | 32                                      | 32                                      | 28                                      | 28                                      | 28                                      | 28                                      | 28                                      | 27                                      | 31                                      | 32                                      |
| Högsta medeltemperatur (°C)             | 23                                      | 25                                      | 25                                      | 23                                      | 22                                      | 21                                      | 20                                      | 19                                      | 19                                      | 20                                      | 21                                      | 22                                      | 21                                      |
| Medeltemperatur (°C)                    | 22                                      | 23                                      | 22                                      | 21                                      | 20                                      | 19                                      | 18                                      | 17                                      | 17                                      | 18                                      | 19                                      | 20                                      | 19.7                                    |
| Lägsta medeltemperatur (°C)             | 19                                      | 21                                      | 20                                      | 19                                      | 18                                      | 17                                      | 16                                      | 16                                      | 16                                      | 16                                      | 17                                      | 18                                      | 17                                      |
| Lägsta uppmätta temperatur (°C)         | 10                                      | 12                                      | 12                                      | 15                                      | 8                                       | 12                                      | 12                                      | 11                                      | 7                                       | 12                                      | 7                                       | 11                                      | 7                                       |
| Största registrerade nederbörd (mm)     | 20                                      | 20                                      | 60                                      | -                                       | -                                       | -                                       | -                                       | -                                       | -                                       | -                                       | -                                       | -                                       | 120                                     |
| Medelfuktighet under morgonen (%)       | 89                                      | 88                                      | 89                                      | 89                                      | 89                                      | 89                                      | 89                                      | 89                                      | 90                                      | 90                                      | 89                                      | 89                                      | 89                                      |
| Källa: Weatherbase                      |                                         |                                         |                                         |                                         |                                         |                                         |                                         |                                         |                                         |                                         |                                         |                                         |                                         |

## Ekonomi
Trujillo är det ekonomiskt viktigaste centrumet i norra Peru, och ett inlandstransportcenter för lantbruksprodukter. 1800 expanderade Trujillo kraftigt på grund av bevattnat jordbruk, huvudsakligen inriktat på sockerrör. I dag är sparris, ris och skor områdets huvudprodukter. Från Trujillo exporteras sparris till grannländer, samt Europa och USA. Områdena runt Trujillo är troligen de största exportörerna av sparris i världen.[källa behövs] Peru är för närvarande[när?] världens ledande exportör av sparris, följt av Folkrepubliken Kina och därefter Mexiko.

## Turism

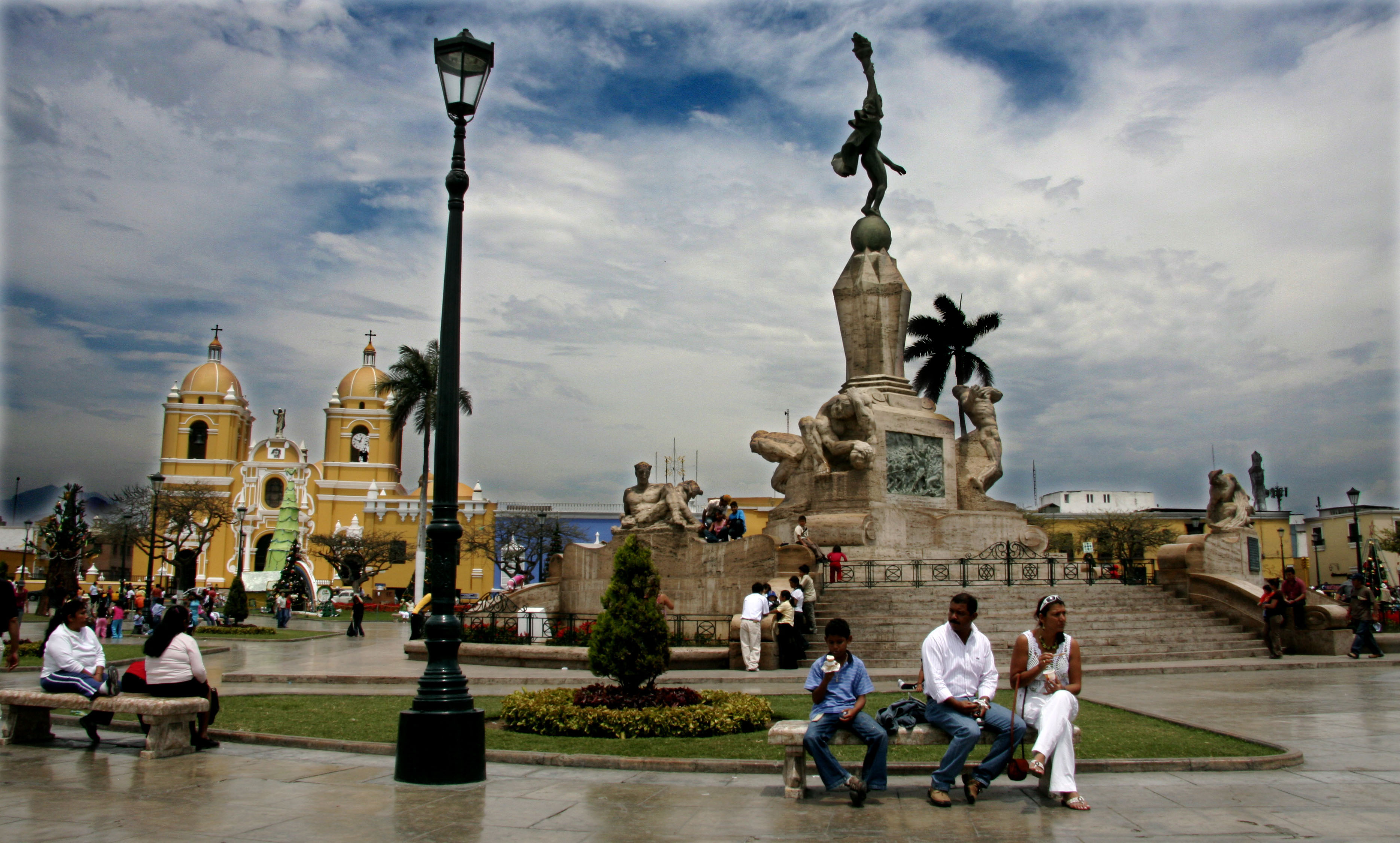
Plaza de Armas.

Turism är en viktig inkomstkälla för Trujillo, då orten ligger nära viktiga platser där civilisationerna Moche och Chimu en gång i tiden fanns. Trujillo ansöker om att räknas som världsarv, på grund av närheten till dessa kulturer och stadens historiska koloniala centrum med gamla hus som lockar många besökare. Bland dessa Casonas finns Casa Pinillos som daterar sig tillbaka till 1614, Casa Ganoza (tidigare Casa de la Cadena) som daterar sig tillbaka till  1753, och Casa Jimeno (tidigare Casa de la Lecheria) som daterar sig tillbaka till 1600-talet. Närliggande ruiner är Chimu-lerstaden Chan Chan och Mocheruinerna vid Huaca del Sol, Huaca de la Luna, och El Brujo. Stranden Huanchaco är en surfingdestination som ligger väster om centrala Trujillo. Revolutionsledaren Simón Bolívar bodde i ett hus vid Plaza de Armas.
Trujillos restauranger erbjuder en variation av lokal mat som Shambar, som oftast serveras på måndagar, Ceviche och Sopa Teologa

## Transport
För transporter är flygplatsen Aeropuerto Internacional Capitán FAP Carlos Martínez de Pinillos viktig.

## Utbildning
Det finns flera universitet i Trujillo. De mest kända är Universidad Nacional de Trujillo, Universidad Privada Antenor Orrego, Universidad Privada Cesar Vallejo och  Universidad Privada del Norte.

## Vänorter
- Decatur, Georgia, USA